# Jabal Dād
Jabal Dād är ett berg i Förenade Arabemiraten.   Det ligger i emiratet Fujairah, i den nordöstra delen av landet, 220 kilometer nordost om huvudstaden Abu Dhabi. Toppen på Jabal Dād är 1 040 meter över havet, eller 444 meter över den omgivande terrängen. Bredden vid basen är 6,9 km.
Terrängen runt Jabal Dād är huvudsakligen kuperad. Närmaste större samhälle är Dibba Al-Fujairah, 15,7 kilometer norr om Jabal Dād.
Trakten runt Jabal Dād är ofruktbar med lite eller ingen växtlighet.  Trakten runt Jabal Dād är ganska tätbefolkad, med 52 invånare per kvadratkilometer.